# Acalypha rusbyi
Acalypha rusbyi é uma espécie de flor do gênero Acalypha, pertencente à família Euphorbiaceae.